# Batalla de La Gudiña
La batalla de La Gudiña, conocida  en Portugal como batalla de Caya (en portugués: Batalha de Caia), fue un enfrentamiento ocurrido el 7 de mayo de 1709 cerca de la localidad portuguesa de Arronches, en la frontera hispano-portuguesa, entre tropas borbónicas españolas al mando de Alexandre Maître, Marqués de Bay y un ejército anglo-portugués comandado por el conde de Galway y el marqués de Fronteira. El choque tuvo como resultado una derrota anglo-portuguesa con cerca de 2.000 a 3.000 bajas entre muertos, heridos y prisioneros contra los 400 soldados españoles muertos o heridos, de acuerdo con las fuentes españolas y portuguesas contemporáneas o casi contemporáneas. Los ingleses representaron el grueso de las pérdidas.
Avanzando desde la población de Elvas y tras cruzar el río Caya (Caia en portugués) el ejército anglo-portugués tenía enfrente al ejército español y el 17 de mayo ambas fuerzas se encontraron en la "llanura de La Gudiña". La caballería portuguesa fue derrotada sin apenas resistencia dejando expuestos a dos batallones ingleses de infantería que fueron rodeados y obligados a dejar sus armas. El conde de Galway también estuvo a punto de ser capturado, pero poseedor de un veloz caballo, consiguió escapar. El resto de los portugueses y británicos (infantería) se retiraron en buena orden hacia Campomayor, manteniendo esa posición durante el resto de la campaña.
El marqués de Bay intentó cercar a Olivenza, pero los portugueses, cuyo ejército cubría la frontera, introdujeron municiones y víveres en la plaza que lo hicieron desistir. Ambos los ejércitos se recogieron a cuarteles en sus países.

## Antecedentes
Después de la derrota en la Batalla de Almansa los británicos se encontraban en una situación desesperada. Apenas tenían presencia en el Sudoeste de la península ibérica y su peso e influencia en la guerra era poca o ninguna. Fue entonces cuando el conde de Galway realizó una petición formal a Londres solicitando refuerzos y Londres contestó mandando 25.000 hombres de los que aproximadamente 8.000 fueron enviados a Portugal bajo las órdenes de Galway y el resto a Cataluña.
En el pasado el conde de Galway ya había sido derrotado en Almanza y intentado conquistar la ciudad de Badajoz hasta en dos ocasiones sin éxito. Sabiendo que los franceses había retirado sus tropas a causa de las derrotas sufridas por Luis XIV en su patria, su ejército anglo-portugués (compuesto por 12.000 portugueses y 8.000 británicos), atravesó la frontera cerca de la fortaleza de Campomayor en las proximidades de Badajoz.  Mientras el enorme convoy de suministros atravesaba el río Caya los anglo-portugueses se encontraron en los campos de La Gudiña con la vanguardia de la caballería española.
Según el recuento portugués su ejército lo componían 35 batallones de infantería y 13 regimientos de caballería contra los 24 batallones y 16 regimientos de los borbónicos. De acuerdo con una fuente española contemporánea (el cronista español Vicente Bacallar, veterano en esta guerra ), el ejército aliado tenía 20.000 hombres (de los cuales, 8.000 ingleses). Algunas fuente Inglesas hablan de 9.200 infantes portugueses, 3.000 caballos portugueses y 2.800 infantes ingleses (15.000 militares en total). Según la Gaceta de Londres Nº 4538 los hombres del ejército aliado se encontraban “todos en muy buen orden" y según el informe posterior de los prisioneros y en cualquier caso, los aliados eran globalmente superiores en número a los españoles, aunque la caballería española fuese más numerosa que su contraria. 
Por otra parte las fuerzas españolas, según su informe oficial de la batalla, estaba compuesta por 24 batallones y 47 escuadrones. La artillería de ambas partes se encontraba equilibrada con 20 piezas en cada bando. Estas cifras son casi iguales a las portuguesas: 24 batallones y 16 regimientos de caballería.

## La batalla

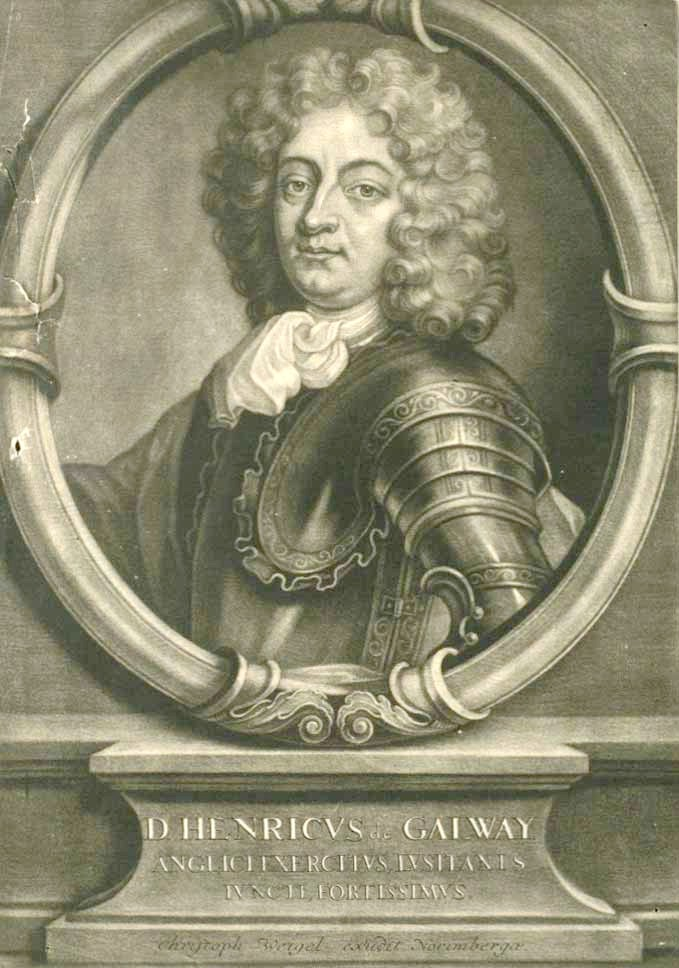
Henri de Massue, I conde de Galway.

El ejército conjunto, quien había tendido hasta nueve puentes a lo largo del río Caya, estaba preparado para la lucha. En el centro fueron desplegadas las tropas del marqués de Fronteira, aunque sus hombres no llegaban a ver a la infantería española por lo que no sabían qué ocurría en el campo de batalla. En el flanco izquierdo la primera línea la mandaba el conde de San Juan y la segunda línea, con tres regimientos británicos, estaba bajo las órdenes del conde de Galway. De este modo buscaban alargar su flanco aprovechando su superioridad numérica y así sobrepasar el flanco opuesto del enemigo. 
Tras varios ataques españoles ideados para atraer a las fuerzas anglo-portuguesas, Alexandre Maître, Marqués de Bay, quien había posicionado a la caballería española en el flanco derecho, lanzó un ataque sobre las tropas portuguesas de la primera línea. La muy experimentada y bien entrenada caballería española obligó a los portugueses a retirarse y aunque el conde de San Juan trató desesperadamente de reorganizar sus tropas le resultó imposible y fue capturado por la caballería junto a muchos de sus hombres y una batería de artillería. 
Lord Galway entonces lanzó un ataque con tres regimientos para tratar de retomar la batería pero los dragones españoles desmontaron y entablaron combate contra ellos obligando a los ingleses a retirarse dentro de un edificio. Fue en ese momento cuando Lord Galway montó en un caballo y huyó. Dos oficiales ingleses fueron capturados y los regimientos británicos prácticamente aniquilados. 
La primera y segunda línea británico-portuguesa huyeron y el centro de la formación, sin caballería, también huyó antes incluso de que la caballería española llegara a su posición abandonando en su huida sobre el campo de batalla pertrechos, equipamiento y armas. Huyeron atravesando de nuevo el río Caya pero sin destruir los puentes a su paso. La caballería española los persiguió matando a unos 1.500 y capturando a unos 1.000.

## Consecuencias

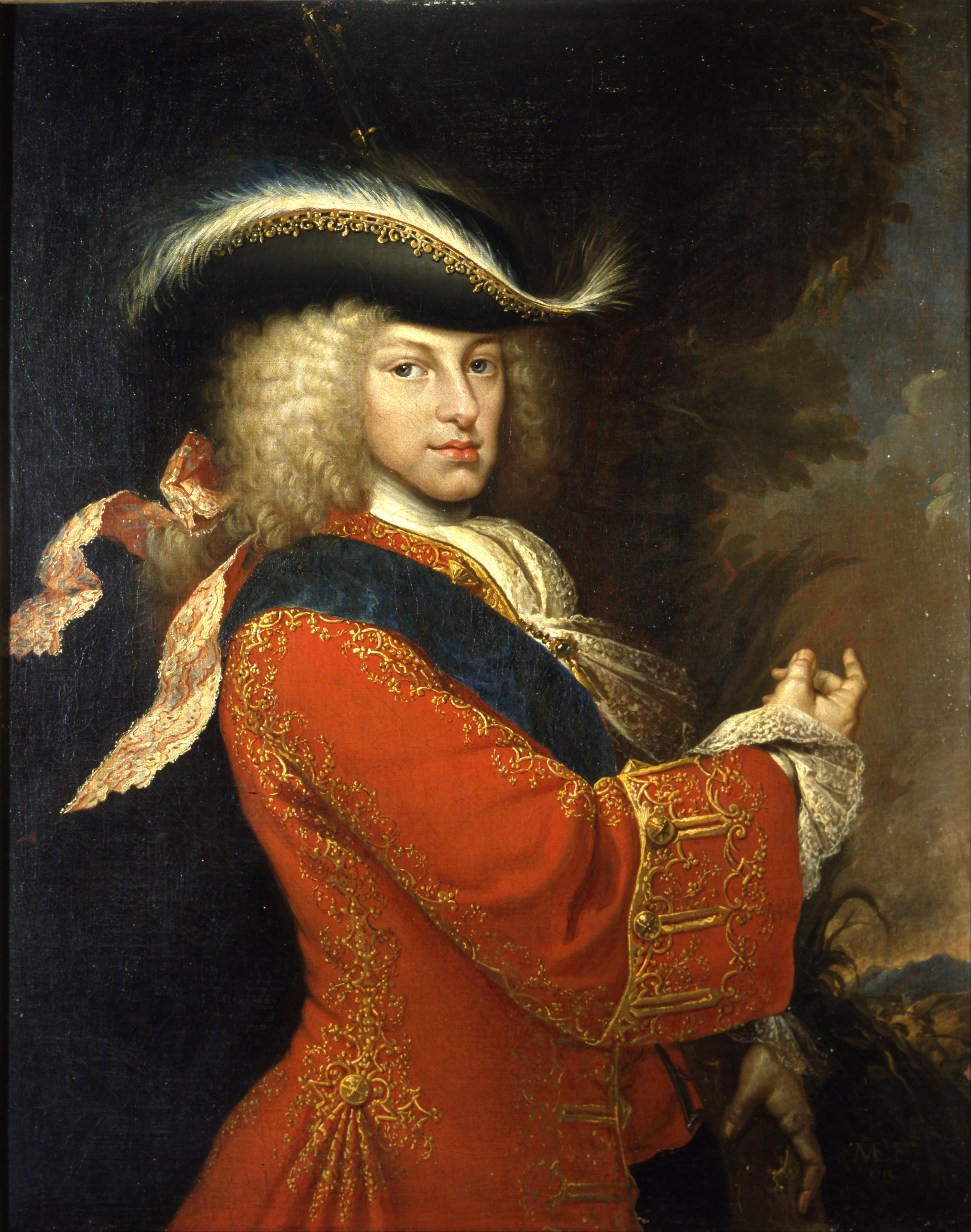
Felipe V de España. Óleo de Miguel Jacinto Meléndez

El ejército anglo-portugués sufrió una derrota deshonrosa,  perdiendo los coaligados entre 2.000 a 3.000 hombres entre muertos, heridos y prisioneros,  siendo los ingleses quienes soportaron mayores perdidas. Por el otro lado, los españoles tan solo perdieron 400 hombres y 100 caballos entre muertos y heridos además de apresar 17 cañones, 15 estandartes, diverso equipamiento y varios oficiales de alto rango aunque Lord Galway consiguió escapar por muy poco. Sin embargo, la batalla no fue particularmente sangrienta y no tuvo consecuencias territoriales o políticas. Se mantuvo el statu quo . Como escribió el cronista español Vicente Bacallar, veterano en esta guerra, esta fue una "infructuosa victoria de los españoles ".
Sobre el comportamiento de los británicos en el campo de batalla, quienes desacreditaron a los portugueses, un analista londinense actual ha dicho: "Por mi parte yo creo que las historias y las excusas que nos llegaron desde allí son, como poco, tan pobres como parece haber sido nuestra conducta y lucha. La victoria que trajo tan buenos resultados a Felipe V de España se debe al brigadier Henry Crofton quien al mando de su regimiento de dragones formado por cuatro escuadrones estaba en la primera línea del ala derecha y su impetuosa carga sobre los oponentes portugueses rompió, superó y puso en fuga en menos de media hora a toda la caballería de la segunda línea".